# Temple de la renommée du hockey slovaque

Logo du Temple de la renommée du hockey slovaque

Le Temple de la renommée du hockey slovaque (en slovaque : Sieň slávy slovenského hokeja) est un musée situé 6, rue Junácka à Bratislava et créé en 2002 afin d'honorer l'histoire et les plus grands joueurs et entraineurs de l'histoire du hockey sur glace slovaque.

## Liste des membres
La liste ci-dessous reprend les membres du temple par année d'intronisation
- 2002 : Vladimír Dzurilla, Jozef Golonka, George Gross, Ladislav Horský, Stan Mikita, Václav Nedomanský, Michal Polóni, Ján Starší, Peter Šťastný, Ladislav Troják
- 2003 : Miroslav Červenka, Rastislav Jančuška, Ján Jendek, Vojtech Okoličány
- 2004 : Karol Fako, František Gregor, Milan Kužela, Vincent Lukáč
- 2005 : Igor Liba, Jaroslav Walter
- 2006 : Rudolf Tajcnár
- 2007 : Dušan Pašek
- 2008 : Dušan Faško
- 2009 : Dárius Rusnák
- 2011 : Július Haas, Ján Mitošinka, Róbert Švehla
- 2012 : Pavol Demitra